# Філлмор (округ, Міннесота)
Шаблон:StateAbbr_ 43°41′ пн. ш. 92°05′ зх. д. / 43.68° пн. ш. 92.09° зх. д.
Округ Філлмор (англ. Fillmore County) — округ (графство) у штаті Міннесота, США. Ідентифікатор округу 27045.

## Історія
Округ утворений 1853 року.

## Демографія
За даними перепису
2000 року
загальне населення округу становило 21122 осіб, усе сільське.
Серед мешканців округу чоловіків було 10416, а жінок — 10706. В окрузі було 8228 домогосподарств, 5721 родин, які мешкали в 8908 будинках.
Середній розмір родини становив 3,05.
Віковий розподіл населення поданий у таблиці:
| Стать    | До 15 років | 15-21 | 22-29 | 30-39 | 40-49 | 50-65 | 65-85 | Понад 85 |
| -------- | ----------- | ----- | ----- | ----- | ----- | ----- | ----- | -------- |
| Чоловіки | 2198        | 1091  | 825   | 1328  | 1590  | 1643  | 1532  | 209      |
| Жінки    | 2204        | 934   | 775   | 1263  | 1561  | 1616  | 1882  | 471      |

## Суміжні округи
- Вінона — північний схід
- Г'юстон — схід
- Віннешік, Айова — південний схід
- Говард, Айова — південний захід
- Мовер — захід
- Олмстед — північний захід